# HD 197373
HD 197373，又名BD+59 2272，SAO 18979、HR 7925，是一颗恒星，视星等为6.01，位于銀經96.41，銀緯11.33，其B1900.0坐标为赤經20h 38m 10.4s，赤緯+60° 11.33′ 37″。